# Radio 4
Radio 4 — американская дэнс-панк-группа, сформированная в 1999 году. Они утверждают, что их музыка «сделана в Нью-Йорке, о Нью-Йорке, и похожа на звуки Нью-Йорка». Их название происходит от песни со второго альбома группы Public Image Ltd., которая сама по себе является ссылкой на BBC Radio 4.

## История
Дебютный альбом The New Song and Dance (2000), спродюсированный Тимом О'Хейр, ввёл Radio 4 в ранг нью-йоркских рок-н-ролльщиков. В начале 2001 года группа возвращается в студию для записи мини-альбома Dance to the Underground (2001), включавшего танцевальный ремикс на заглавный трек. Ремикс положил начало новому направлению, которое будет объединять рок и танцы. После этого они отправляются записывать второй альбом, с основателями DFA Records Тимом Голдсуорси и Джеймсом Мёрфи. Их опыт работы с исполнителями электронной музыки (U.N.K.L.E., Дэвид Холмс), а также — электронного рока (The Rapture, Primal Scream) сыграл важную роль в становлении нового звука Radio 4. Второй альбом Gotham! (2002) содержит микс гитар, даба, битов, лупов, скрипов и хлопков. Запись получила много положительных отзывов, ротацию на MTV2, рост числа поклонников как в Америке, так и в Европе. В 2003 году группа подписывает контракт с лейблом Astralwerks, а позже предъявляет слушателям новую версию трека «Dance to the Underground», вместе с ремиксами на группы Playgroup и The Faint, на втором мини-альбоме Electrify (2004). Третий альбом Stealing of a Nation (2004) был записан в андеграундной студии Бруклина, с продюсером Максом Хейесом. В 2006 году были изданы четвёртый альбом и два мини-альбома.
Жерар Гароне покинул группу в апреле 2008 года. В последний раз они выступали вместе как полноценная группа на фестивале CBGB в Нью-Йорке в 2012 году. Роман и Милон до сих пор иногда выступают вместе как Orange Cassettes вместе с бывшими участниками Elefant.

## Дискография
Альбомы
- The New Song & Dance (май 2000, Gern Blandsten Records)
- Gotham! (апрель 2002, Gern Blandsten Records)
- Stealing of a Nation (сентябрь 2004, Astralwerks)
- Enemies Like This (май 2006, Astralwerks)

Мини-альбомы
- Dance to the Underground (июнь 2001, Gern Blandsten Records)
- Electrify (август 2004, Astralwerks)
- Enemies Like This Remixes (сентябрь 2006, Astralwerks)
- Packing Things Up on the Scene (октябрь 2006, Astralwerks/EMI)

Синглы
- «Beat Around the Bush» (1999, Gern Blandsten Records)
- «Dance to the Underground» (июнь 2001, City Slang)
- «Struggle» (май 2002, City Slang)
- «Eyes Wide Open» (май 2002, City Slang)
- «Start a Fire» (август 2003, City Slang)
- «Party Crashers» (июль 2004, Astralwerks/City Slang)
- «Absolute Affirmation» (сентябрь 2004, City Slang)
- «State of Alert» (ноябрь 2004, City Slang)
- «Transmission» (март 2005, City Slang)
- «Enemies Like This» (май 2006, Astralwerks)
- «Packing Things Up on the Scene» (октябрь 2006, Astralwerks/EMI)
- «As Far as the Eye Can See» (август 2007, Astralwerks/EMI)